# 張學顏 (嘉靖癸丑進士)
張學顏（1524年—1598年），字子愚，号心斋，直隸肥鄉縣（今屬河北省邯郸市）人。明朝政治人物，官至户部、兵部尚书。

## 生平
早年喪母，事繼母至孝。嘉靖二十八年（1549年）己酉科順天鄉試第三名舉人，三十二年（1553年）癸丑科進士。礼部观政，授官山西曲沃知县，三十六年八月入京考选，授工科给事中，歷官河南佥事、山西參議、永平兵備副使。
隆庆二年（1568年）二月，调任密云兵备副使。四年十月起任山西按察司副使、整饬蓟州兵备。五年（1571年）二月，辽东巡抚李秋被免职，高拱大膽啟用張學顏擔任都察院右佥都御史，巡抚辽东，万历三年辽东大捷，学颜還未奏报，巡按御史劉台先捷奏北京。加兵部右侍郎銜。
萬曆五年（1577年）十月，升兵部左侍郎协理京营戎政，十一月以六年考满，升都察院右都御史，旧衔协理如故。六年（1579年）七月任户部尚书。萬曆八年（1580年），揭發劉台受贿。張學顏深得權相張居正賞識，居正“至萬曆十年間，最稱富庶，學顏有力焉”。萬曆十一年调任兵部尚書，十二年九月加太子少保，累疏乞休，十三年三月加太保，准致仕，仍给驿归。二十六年（1598年），在家中逝世，贈少保。《明史》有傳。

## 著作
曾與王國光撰有《万历会计录》四十三卷。

## 家族
曾祖張韶，巡檢；祖父張悅，訓導；父張應麒，府同知。母宋氏；繼母陶氏。兄张学尹（生员）。

## 延伸阅读
[在维基数据编辑]
 《明史卷二百二十二》，出自《明史》